# Arja Saijonmaa
Arja Saijonmaa de son vrai nom Arja Enni Helena Saijonmaa, née le 1er décembre 1944 à Mikkeli, est une chanteuse, militante politique et actrice finlandaise.

## Biographie

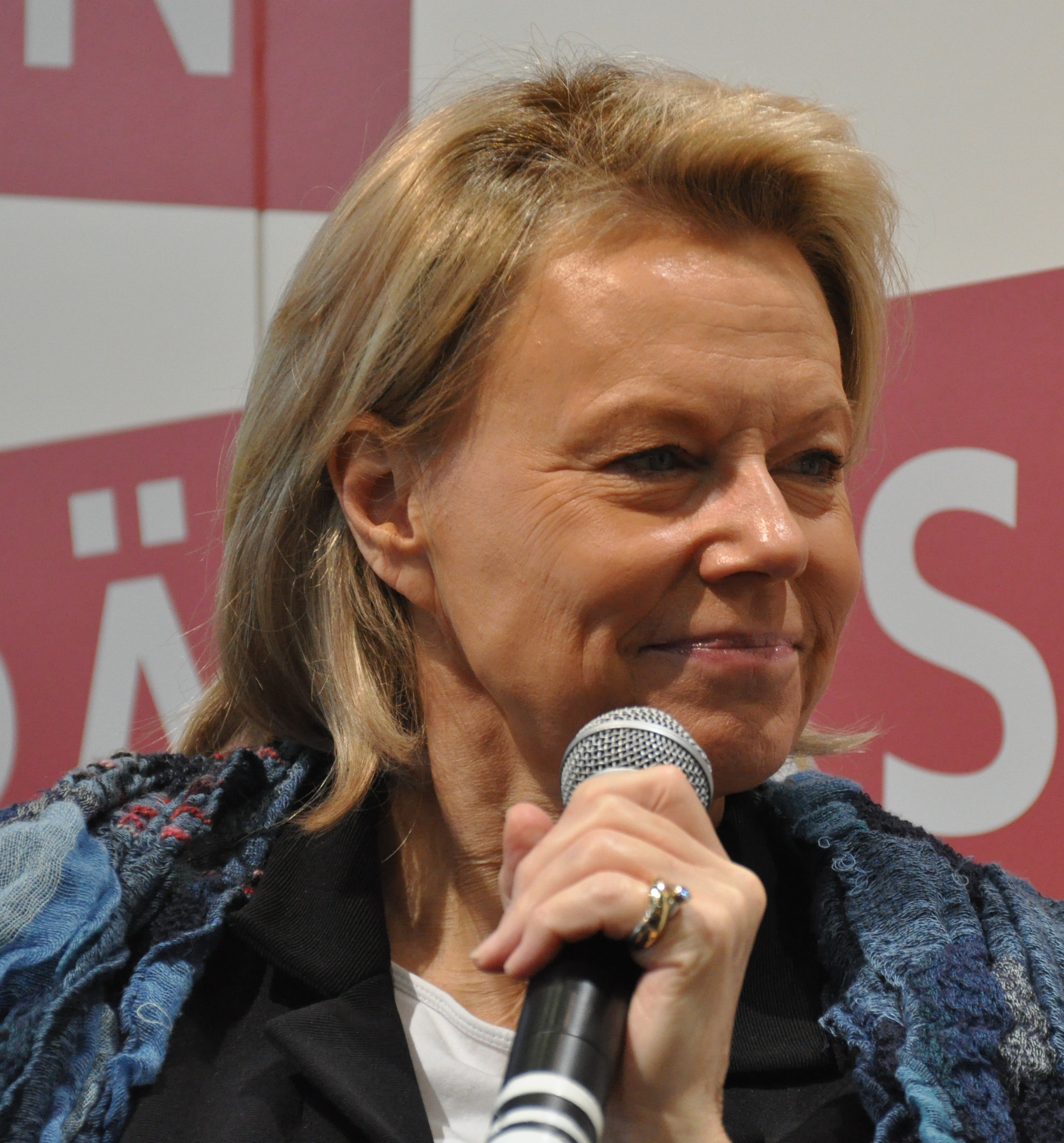
Arja Saijonmaa

Elle a étudié à l'Académie Sibelius et a obtenu un baccalauréat ès arts à l'université d'Helsinki. Elle a fait sa percée comme chanteuse en Suède. Elle a fait des albums avec des traductions suédoises de chansons de Míkis Theodorákis, ainsi que des reprises de chansons de Zarah Leander.
En 1978, Arja a publié Miten voi kyllin kiittää, un album de traductions finlandaise des chansons de la chanteuse Violeta Parra et compositeur chilien. Une version suédoise, Jag vill tacka livet, sort l'année suivante. La chanson-titre, Jag vill tacka livet (Gracias a la vida) était l'un de ses plus grands succès. Elle chante cela lors des funérailles du Premier ministre suédois Olof Palme en 1986. Palme avait été une amie proche, et sa veuve voulait qu'Arja chante lors des funérailles.
Elle a écrit un livre en langue norvégienne, Sauna, sur la tradition de sauna finlandais.
Elle est apparue dans la première saison de Let's Dance, la version suédoise apparaissant en 2006. Son partenaire professionnel était Tobias Karlsson, 28 ans, et ils ont été éliminés dès la 7e semaine.
En décembre 2007, Saijonmaa a participé à l'émission de télé-réalité suédoise Stjärnorna på slottet avec Peter Stormare, Britt Ekland, Jan Malmsjö et Magnus Härenstam.

## Récompenses et distinctions
- Prix Emma, 1986